# Летница (община)
Летница (болг. Община Летница) — община в Болгарии. Входит в состав Ловечской области. Население общины на 15 декабря 2008 года — 5577 человек. Административный центр общины — город Летница Расположен на левом берегу притока Дуная — реке Осым.
Община Летница расположена на крайнем северо-востоке Ловечской области, в её наиболее равнинной части. Граничит с общинами Ловеч, Левски, Пордим, Севлиево и Сухиндол. Территорию общины пересекает условная граница отделяющая Нижнедунайскую равнину от Предбалканья. Площадь территории общины — 178 км² (4,3 % территории Ловечской области).
Кмет (мэр) общины — Красимир Веселинов Джонев (Болгарская социалистическая партия (БСП)) по результатам выборов в правление общины.

## Состав общины
В состав общины входят следующие населённые пункты:
1. село Горско-Сливово
2. село Крушуна
3. село Кырпачево
4. город Летница